# Angulo (Burgos)
Angulo, también conocido como Valle de Angulo, es una entidad local menor española que agrupa siete localidades situadas al noroeste de la comarca de Las Merindades en la provincia de Burgos, comunidad autónoma de Castilla y León.
Pertenece al municipio de Valle de Mena y al partido judicial de Villarcayo.

## Geografía
Situado a 90 kilómetros de la ciudad de Burgos, a medio camino entre Villasana de Mena y Arceniega, se encuentra rodeado por abruptas montañas y frondosos hayedos. Este valle se encuentra en las estribaciones orientales de los Montes de La Peña, entre Sierra de Carbonilla y los promontorios rocosos calizos de Sierra Salvada.

### Demografía
En el año 2013 contaba con una población de 28 personas, 18 varones y 10 mujeres.

### Localidades
El Valle de Angulo está formado por los siguientes pueblos: La Abadía, Ahedo o Hayedo de Angulo, Cozuela, Encima-Angulo, Las Fuentes, Martijana y Oseguera.

### Comunicaciones
Atraviesa el valle, en dirección norte (límite con la provincia de Álava- A-2602 )-sur (Trespaderne) la carretera  BU-550 , que forma parte de la Red Complementaria Preferente de la Red de Carreteras de Castilla y León. De esta vía parte la carretera provincial  BU-V-5502 , que sirve de acceso a Las Fuentes, Abadía y Cozuela.

## Historia
En tiempos de la repoblación cristiana, el puerto de Peña Angulo fue un importante lugar de paso entre las provincias de Burgos, Álava y Vizcaya hacia Arceniega.  
En el siglo XII estuvo presente en el valle la Orden de San Juan de Jerusalén.  
Angulo forma parte de las siete antiguas merindades de Castilla la Vieja.

## Lugares de interés
Lugar apropiado para el senderismo.
- Cascada de Peñaladros en Cozuela, formada por el río San Miguel, tiene una caída cercana a los 30 metros. Hayedo con abundante vegetación.[11][12]
- Cascada de San Miguel, en forma de cola de caballo, régimen estacional proveniente de Sierra Salvada con una caída superior a los 200 metros.[13]
- Cueva y lobera de San Miguel.[14]
- Cueva de San Miguel el Viejo, de donde surge un río subterráneo.
- Peña del Aro, desde donde se divisan los valles de Angulo, Ayega, Ayala y Tudela, la comarca de Arceniega y Gordejuela.

## Patrimonio
La Torre de Cozuela forma parte de la relación de bienes inmuebles protegidos por la Junta de Castilla y León en su categoría de castillo.